# Watthana Nakhon (huyện)
Watthana Nakhon (tiếng Thái: วัฒนานคร) là một huyện (amphoe) ở miền trung của tỉnh Sakaeo, phía đông Thái Lan.

## Lịch sử
Watthana Nakhon là một thành phố cổ. Đơn vị này đã được chuyển thành huyện vào ngày 6 tháng 6 năm 1956.

## Địa lý
Các huyện giáp ranh (từ phía đông theo chiều kim đồng hồ) là: Ta Phraya, Khok Sung, Aranyaprathet, Khlong Hat, Wang Nam Yen, Khao Chakan, Mueang Sa Kaeo of tỉnh Sakaeo, Khon Buri, Soeng Sang của tỉnh Nakhon Ratchasima và Non Din Daeng của tỉnh Buriram.

## Hành chính
Huyện này được chia thành 11 phó huyện (tambon), các đơn vị này lại được chia ra thành 112 làng (muban). Watthana Nakhon là một thị trấn (thesaban tambon) nằm trên một phần của tambon Watthana Nakhon. Có 11 Tổ chức hành chính tambon.
| STT. | Tên              | Tên Thái      | Số làng | Dân số |  |
| ---- | ---------------- | ------------- | ------- | ------ |  |
| 1.   | Watthana Nakhon  | วัฒนานคร       | 14      | 13.242 |  |
| 2.   | Tha Kwian        | ท่าเกวียน       | 13      | 10.352 |  |
| 3.   | Phak Kha         | ผักขะ          | 13      | 5.447  |  |
| 4.   | Non Mak Kheng    | โนนหมากเค็ง    | 9       | 5.322  |  |
| 5.   | Nong Nam Sai     | หนองน้ำใส      | 9       | 6.531  |  |
| 6.   | Chong Kum        | ช่องกุ่ม         | 9       | 5.746  |  |
| 7.   | Nong Waeng       | หนองแวง       | 7       | 3.844  |  |
| 8.   | Sae-o            | แซร์ออ         | 14      | 10.928 |  |
| 9.   | Nong Mak Fai     | หนองหมากฝ้าย   | 8       | 5.906  |  |
| 10.  | Nong Takhian Bon | หนองตะเคียนบอน | 10      | 6.504  |  |
| 11.  | Huai Chot        | ห้วยโจด        | 6       | 5.957  |  |